# Campionato europeo di Formula 2 1981
La stagione 1981 del Campionato europeo di Formula 2 si disputò sulla lunghezza di 12 gare. La serie venne vinta dal pilota britannico Geoff Lees su Ralt RH6/81-Honda.

## La pre-stagione

Riccardo Paletti, impegnato con la sua Onyx nella gara di Vallelunga.

Il 1980 aveva rilanciato la Formula 2, che solo dodici mesi prima, anche a causa della contemporanea, ma effimera, crescita della Formula Aurora era vista dai più come una categoria in declino. 
Per il 1981 la novità più rilevante fu l'arrivo della Honda, che già nella stagione precedente aveva fatto vedere tutto il suo potenziale nelle gare a cui aveva partecipato. Il colosso giapponese si era associata alla Ralt Cars dell'ex progettista della Brabham Ron Tauranac, il quale aveva confermato l'esperto Geoff Lees e sostituito Nigel Mansell (passato in Formula 1) con l'astro emergente neozelandese Mike Thackwell. In attesa dell'arrivo della Bridgestone la Ralt utilizzava le Pirelli, che dopo la buona annata con la Toleman per le prime gare del 1981 poteva contare quasi sul monopolio dei concorrenti. 
A proposito di Toleman: la squadra britannica con il passaggio in Formula 1 aveva chiuso il team ufficiale, e aveva ceduto i disegni della nuova Formula 2 alla Lola per la realizzazione. Vedeva così la nascita la Toleman T850 che gestita da Alan Docking e con piloti ufficiali lo svedese Johansson (vincitore del campionato inglese di formula 3 1980), (numero 1 e sponsor Marlboro) e il vecchio rivale Kenny Acheson con lo sponsor RMC group.  Altre Toleman private sono nelle mani di Alberto Colombo e il suo team Sanremo. Il popolare "Capellone" brianzolo aveva smesso i panni del pilota rimanendo come direttore sportivo con piloti Pardini (campione della formula 3 italiana), e Carlo Rossi. 
La March dopo la cocente sconfitta dell'anno passato ingaggiò Corrado Fabi (fratello di Teo, passato a correre in Can-Am (monoposto numero 3 sponsorizzata dalla Roloil), il vice-campione europeo di F3 Thierry Boutsen (numero 4 (sponsor Marlboro) e il tedesco Christian Danner con l'elegante livrea nera a righe bianche della Boss.
Mike Earle gestiva ancora il team semi ufficiale che poteva contare sull'italiano Riccardo Paletti con la bianco-azzurra vettura numero 7 sponsorizzata dalla Piooner (con la variante del muso alto sullo stile della Theodore di F1). 
Il team Minardi con i numeri 9 e 10 aveva ingaggiato l'ex motociclista Johnny Cecotto e il campione europeo di F3 Alboreto. Gian Carlo Minardi non aveva sponsor e le sue vetture giallo-nere dovettero affrontare le prime corse con il rischio di non finire la stagione, ma preferì affidarsi a piloti promettenti anziché a più remunerativi "piloti con la valigia" . 
L'AGS riconfermava Dallest che nel 1980 gli aveva dato la gioia di ben due vittorie e presentava la Jh18 più leggera della vettura dell'anno precedente.
La Maurer perso, Gabbiani passato in Formula 1, confermava Elgh ormai esperto della categoria e assumeva il giovane colombiano Guerrero protagonista della F3 inglese nell'80. 
Merzario abbandonava la vettura di sua realizzazione per la March 812 e prendeva nel suo team "Gianfranco" e Piero Necchi appoggiato dall'Astra (azienda produttrice di carri armati) 
Gli svizzeri del team Formel Rennsport club schieravano una Toleman-Lola per Fredy Schnarwiler mentre il team Lista si presentava con Jürg Lienhard con la March 802. L'inglese Crafword prese il via con una Toleman TG280 (numero 77) gestita dal Plygrange Racing Ltd. 
Parteciparono poi una serie di piloti che, soprattutto per motivi di Budget, si presentano solo ad alcuni appuntamenti (generalmente le gare nel proprio paese). Per la prima volta dal 1971 mancava il team di Ron Dennis, dopo la fusione con la McLaren e il passaggio in Formula 1. 
Il 29 marzo il campionato parte da Silverstone. Ad attendere i 31 piloti iscritti c'è il classico clima inglese di fine marzo: piovoso.

### Calendario
| Gara | Nome                                           | Circuito                             | Giri | Lunghezza           | Data         |
| ---- | ---------------------------------------------- | ------------------------------------ | ---- | ------------------- | ------------ |
| 1    | BRDC International Trophy                      | Circuito di Silverstone              | 47   | 47x4,718=221,746 km | 29 marzo     |
| 2    | Deutschland Trophäe Jim Clark Gedächtnisrennen | Hockenheimring                       | 30   | 30x6,780=203,4 km   | 5 aprile     |
| 3    | BARC 200 Jochen Rindt Memorial Trophy          | Circuito di Thruxton                 | 55   | 55x3,790=208,45 km  | 20 aprile    |
| 4    | ADAC-Eiffelrennen                              | Nürburgring                          | 9    | 9x22,835=205,515 km | 26 aprile    |
| 5    | Gran Premio di Roma                            | Circuito di Vallelunga               | 65   | 65x3,200=208 km     | 10 maggio    |
| 6    | Gran Premio del Mugello                        | Autodromo Internazionale del Mugello | 42   | 42x5,245=220,29 km  | 24 maggio    |
| 7    | Gran Premio di Pau                             | Circuito di Pau                      | 73   | 73x2,760=201,48km   | 8 giugno     |
| 8    | Gran Premio del Mediterraneo                   | Autodromo di Pergusa                 | 45   | 45x4,950=222,75 km  | 26 luglio    |
| 9    | Gran Premio del Belgio                         | Circuito di Spa-Francorchamps        | 30   | 30x6,950=208,56 km  | 9 agosto     |
| 10   | Donington 50000 The John Howitt Trophy Race    | Circuito di Donington Park           | 70   | 70x3,150=220,5 km   | 16 agosto    |
| 11   | Gran Premio dell'Adriatico                     | Autodromo Santamonica, Misano        | 60   | 60x 3,488=209,28 km | 6 settembre  |
| 12   | Mantorp Park F2 Trofén                         | Circuito di Mantorp Park             | 65   | 65x3,125=203,125 km | 20 settembre |

## Risultati e classifiche

### Risultati
| Gara | Circuito     | Tempo      | Velocità | Pole position      | GPV                         | Vincitore        | Vettura      |
| ---- | ------------ | ---------- | -------- | ------------------ | --------------------------- | ---------------- | ------------ |
| 1    | Silverstone  | 1h11'44.67 |          | Mike Thackwell     | Geoff Lees                  | Mike Thackwell   | Ralt-Honda   |
| 2    | Hockenheim   | 1h00'20.05 |          | Geoff Lees         | Riccardo Paletti            | Stefan Johansson | Lola-Hart    |
| 3    | Thruxton     | 1h04'02.40 |          | Thierry Boutsen    | Marc Surer                  | Roberto Guerrero | Maurer-BMW   |
| 4    | Nürburgring  | 1h05'04.63 |          | Corrado Fabi       | Thierry Boutsen             | Thierry Boutsen  | March-BMW    |
| 5    | Vallelunga   | 1h16'01.14 |          | Eje Elgh           | Corrado Fabi                | Eje Elgh         | Maurer-BMW   |
| 6    | Mugello      | 1h15'20.99 |          | Thierry Boutsen    | Piero Necchi                | Corrado Fabi     | March-BMW    |
| 7    | Pau          | 1h33'13.91 |          | Michele Alboreto   | Geoff Lees                  | Geoff Lees       | Ralt-Honda   |
| 8    | Pergusa      | 1h10'09.82 |          | Thierry Boutsen    | Thierry Boutsen             | Thierry Boutsen  | March-BMW    |
| 9    | Spa          | 1h10'02.68 |          | Thierry Boutsen    | Geoff Lees                  | Geoff Lees       | Ralt-Honda   |
| 10   | Donington    | 1h16'49.82 |          | Manfred Winkelhock | Corrado Fabi Geoff Lees     | Geoff Lees       | Ralt-Hart    |
| 11   | Misano       | 1h12'03.74 |          | Thierry Boutsen    | Michele Alboreto Geoff Lees | Michele Alboreto | Minardi-BMW  |
| 12   | Mantorp Park | 1h28'08.8  |          | Corrado Fabi       | Johnny Cecotto              | Stefan Johansson | Toleman-Hart |

### Classifica Piloti
| Punti | 9 | 6 | 4 | 3 | 2 | 1 |

Contano i 9 migliori risultati.
| Posizione         | Nome               | Paese          | Team                          | Telaio  | Motore | Regno Unito (bandiera) | Germania (bandiera) | Regno Unito (bandiera) | Germania (bandiera) | Italia (bandiera) | Italia (bandiera) | Francia (bandiera) | Italia (bandiera) | Belgio (bandiera) | Regno Unito (bandiera) | Italia (bandiera) | Svezia (bandiera) | Punti Totali |
| ----------------- | ------------------ | -------------- | ----------------------------- | ------- | ------ | ---------------------- | ------------------- | ---------------------- | ------------------- | ----------------- | ----------------- | ------------------ | ----------------- | ----------------- | ---------------------- | ----------------- | ----------------- | ------------ |
| 1                 | Geoff Lees         | Regno Unito    | Ralt Racing Ltd.              | Ralt    | Honda  | -                      | 2                   | -                      | 2                   | 2                 | 6                 | 9                  | -                 | 9                 | 9                      | 6                 | 6                 | 51           |
| 2                 | Thierry Boutsen    | Belgio         | March Racing                  | March   | BMW    | -                      | -                   | -                      | 9                   | 4                 | -                 | 6                  | 9                 | 6                 | -                      | -                 | 3                 | 37           |
| 3                 | Eje Elgh           | Svezia         | Maurer Motorsport             | Maurer  | BMW    | -                      | 3                   | 6                      | 6                   | 9                 | 3                 | 2                  | 2                 | 4                 | -                      | -                 | -                 | 35           |
| 4                 | Stefan Johansson   | Svezia         | Docking Spitzley Team Toleman | Lola    | Hart   | -                      | 9                   | -                      | 3                   | 6                 | -                 | -                  | -                 | -                 | 3                      | -                 | 9                 | 30           |
| 5                 | Corrado Fabi       | Italia         | March Racing                  | March   | BMW    | 4                      | -                   | -                      | 4                   | 3                 | 9                 | -                  | -                 | 3                 | 6                      | -                 | -                 | 29           |
| 6                 | Mike Thackwell     | Nuova Zelanda  | Ralt Racing Ltd.              | Ralt    | Honda  | 9                      | 4                   | -                      | -                   | -                 | 2                 | 1                  | -                 | -                 | 2                      | 4                 | -                 | 22           |
| 7                 | Roberto Guerrero   | Colombia       | Maurer Motorsport             | Maurer  | BMW    | -                      | -                   | 9                      | -                   | -                 | 1                 | -                  | 3                 | -                 | -                      | 3                 | -                 | 16           |
| 8                 | Michele Alboreto   | Italia         | Minardi                       | Minardi | BMW    | -                      | -                   | -                      | -                   | -                 | -                 | -                  | 4                 | -                 | -                      | 9                 | -                 | 13           |
| 9                 | Manfred Winkelhock | Germania Ovest | Schäfer Racing                | Ralt    | BMW    | -                      | 6                   | -                      | -                   | -                 | -                 | -                  | -                 |                   |                        |                   |                   | 12           |
| 9                 | Manfred Winkelhock | Germania Ovest | Maurer Motorsport             | Maurer  | BMW    |                        |                     |                        |                     |                   |                   |                    |                   | 2                 | 4                      | -                 | -                 | 12           |
| 10                | Riccardo Paletti   | Italia         | Onyx Racing                   | March   | BMW    | 6                      | -                   | 4                      | -                   | 1                 | -                 | -                  | -                 | -                 | -                      | -                 | -                 | 11           |
| 11                | Piero Necchi       | Italia         | Team Merzario                 | March   | BMW    | -                      | -                   | 1                      | -                   | -                 | 4                 | 4                  | -                 | -                 | -                      | -                 | -                 | 9            |
| 12                | Carlo Rossi        | Italia         | San Remo Racing               | Toleman | Hart   | 2                      | 1                   | -                      | -                   | -                 | -                 | 3                  | -                 | -                 | -                      | -                 | -                 | 6            |
|                   | Huub Rothengatter  | Paesi Bassi    | Lista Racing                  | March   | BMW    | -                      | -                   | -                      | -                   | -                 | -                 | -                  | 6                 | -                 | -                      | -                 | -                 | 6            |
|                   | Johnny Cecotto     | Venezuela      | Minardi                       | Minardi | BMW    | -                      | -                   | 3                      | -                   | -                 | -                 |                    |                   |                   |                        |                   |                   | 6            |
| Horag Hotz Racing | Johnny Cecotto     | Venezuela      | March                         | BMW     |        |                        |                     |                        |                     |                   | -                 | -                  | -                 | 1                 | 1                      | 1                 |                   | 6            |
| 15                | Kenny Acheson      | Regno Unito    | Docking Spitzley Team Toleman | Lola    | Hart   | -                      | -                   | -                      | 1                   | -                 | -                 | -                  | -                 | -                 | -                      | -                 | 4                 | 5            |
| 16                | Jim Crawford       | Regno Unito    | Plygrange Racing              | Toleman | Hart   | 3                      | -                   | -                      | -                   | -                 | -                 | -                  | 1                 | -                 | -                      | -                 | -                 | 4            |
|                   | Richard Dallest    | Francia        | Team AGS Motul GPA            | AGS     | BMW    | -                      | -                   | -                      | -                   | -                 | -                 | -                  | -                 | -                 | -                      | 2                 | 2                 | 4            |
| 18                | Christian Danner   | Germania Ovest | March Racing                  | March   | BMW    | -                      | -                   | 2                      | -                   | -                 | -                 | -                  | -                 | -                 | -                      | -                 | -                 | 2            |
| 19                | Brian Robinson     | Regno Unito    | Grange Performance            | Chevron | Hart   | 1                      | -                   | -                      | -                   | -                 | -                 | -                  | -                 | -                 | -                      | -                 | -                 | 1            |
|                   | Jo Gartner         | Austria        | Gartner Racing                | Toleman | BMW    | 1                      | -                   | -                      | -                   | -                 | -                 | -                  | -                 | -                 | -                      | -                 | -                 | 1            |